# Olsza (województwo dolnośląskie)
Olsza – wieś w Polsce położona w województwie dolnośląskim, w powiecie milickim, w gminie Milicz.

## Podział administracyjny
1973–1977 w gminie Sułów (1973–75 w powiecie milickim), a 1977–1995 w gminie Żmigród.
W latach 1975–1998 miejscowość położona była w województwie wrocławskim.